# Gubernia słobodzko-ukraińska

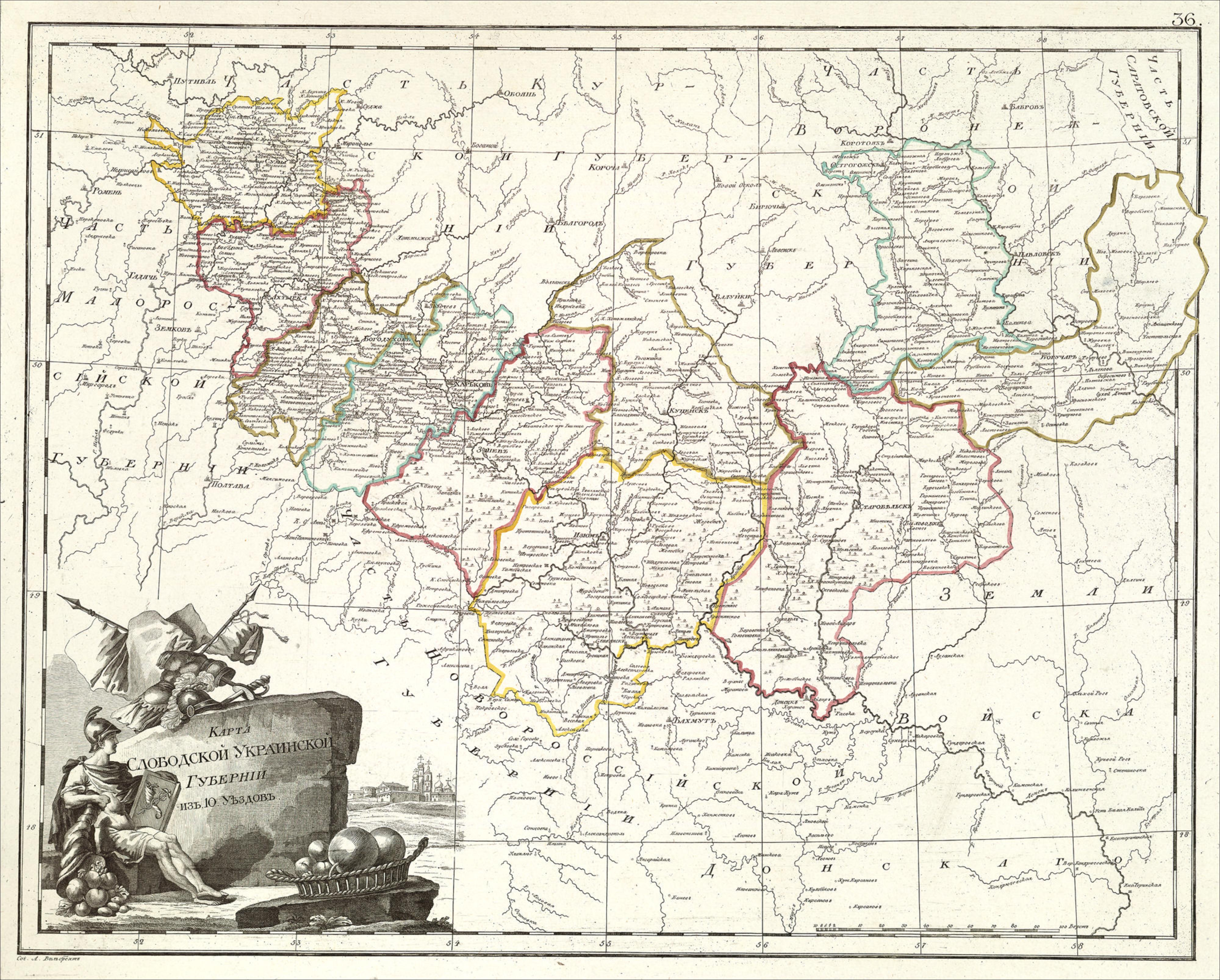
Gubernia słobodzko-ukraińska 1802

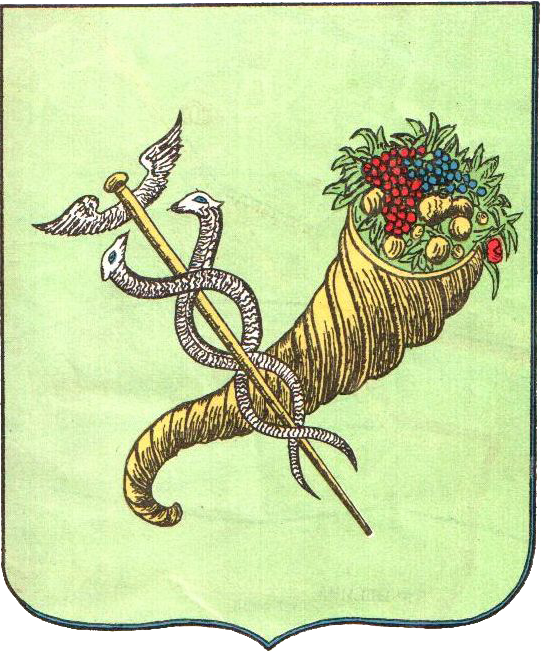
Herb guberni

Gubernia słobodzko-ukraińska (ros. Слободско-Украинская губерния) – jednostka administracyjna Imperium Rosyjskiego (gubernia) istniejąca w latach 1765–1780 i 1797–1835 ze stolicą w Charkowie.

## Pierwsza gubernia słobodzko-ukraińska (1765–1780)
Gubernia utworzona manifestem Katarzyny II z terytorium Ukrainy Słobodzkiej, zorganizowanej w półautonomiczny system pułkowy, który przy przekształceniu w gubernię zlikwidowano. Gubernia była podzielona na pięć prowincji (sumską, charkowską, ochtyrską, izjumską i ostrogoską) odpowiadających zlikwidowanym terytoriom pułkowym, zaś prowincje – na komisariaty.
Gubernia została zlikwidowana 25 kwietnia?/6 maja 1780 i przekształcona w namiestnictwo charkowskie, przy czym komisariat sudżański został przekazany do  namiestnictwa kurskiego, zaś prowincję ostrogoską z częścią prowincji izjumskiej z miastem Kupiańsk podporządkowano namiestnictwu woroneskiemu.

## Druga gubernia słobodzko-ukraińska (1796–1835)
Gubernia utworzona ukazem Pawła I w miejsce namiestnictwa charkowskiego. Przy utworzeniu przywrócono w skład terytorium guberni powiaty prowincji ostrogoskiej i części izjumskiej podporządkowane w 1780 namiestnictwu woroneskiemu: biłowodzki, bohuczarski, liwenski, kalitwiański, kupiański i ostrogoski. Utworzono powiat starobielski. W 1802 wszystkie te powiaty, z wyjątkiem kupiańskiego powróciły do guberni woroneskiej. W 1824 ponownie przyłączono do guberni słobodzko-ukraińskiej powiat starobielski.
5 grudnia?/17 grudnia 1835 przemianowana na gubernię charkowską bez zmiany granic i wewnętrznego podziału administracyjnego.